# Aelius Aristides

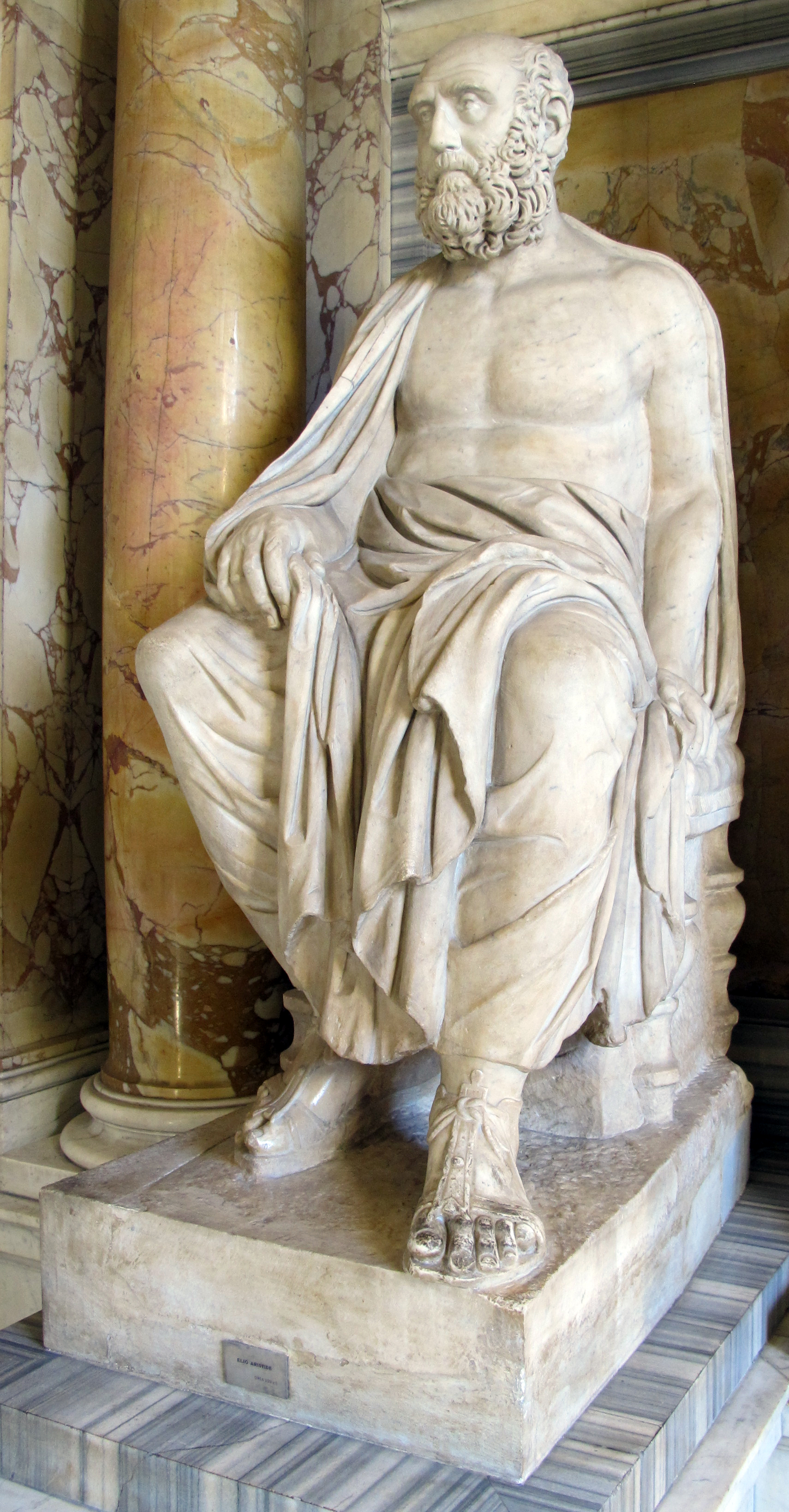
Standbeeld van Aelius Aristides

Aelius Aristides, voluit Aelius Aristides Theodorus (117 - 181) was een populaire 2e-eeuwse Griekse redenaar, die in het Romeinse Rijk leefde. Hij wordt beschouwd als een goed voorbeeld van de zogenaamde Tweede sofistiek, een stroming van pronkstukredenaars, die haar bloei kende vanaf het bewind van keizer Nero tot ca. 230 n.Chr.
Al in zijn vroege jeugd gaf Aristides blijk van buitengewone talenten. Hij wijdde zich met een opmerkelijke ijver aan de studie van de retorica, wat naar het hem voorkwam de waardigste tijdsbesteding voor een man was. Daarnaast cultiveerde hij een belangstelling voor poëzie. Behalve van de retoricus Herodes Atticus, bij wie hij in Athene toehoorder was, volgde hij in Pergamon ook lessen van Aristocles van Messene, in Smyrna van Polemon en daarnaast ook nog van de grammaticus Alexander van Cotiaeum.

## Voetnoten
1. ↑   The Greek Language of Healing from Homer to New Testament Times. Walter de Gruyter (1998), p. 93. ISBN 3-11-015389 -0. Gearchiveerd op 5 januari 2014.